# Moteur
Pour les articles homonymes, voir moteur (homonymie).
 (novembre 2013).
Si vous disposez d'ouvrages ou d'articles de référence ou si vous connaissez des sites web de qualité traitant du thème abordé ici, merci de compléter l'article en donnant les références utiles à sa vérifiabilité et en les liant à la section « Notes et références ».

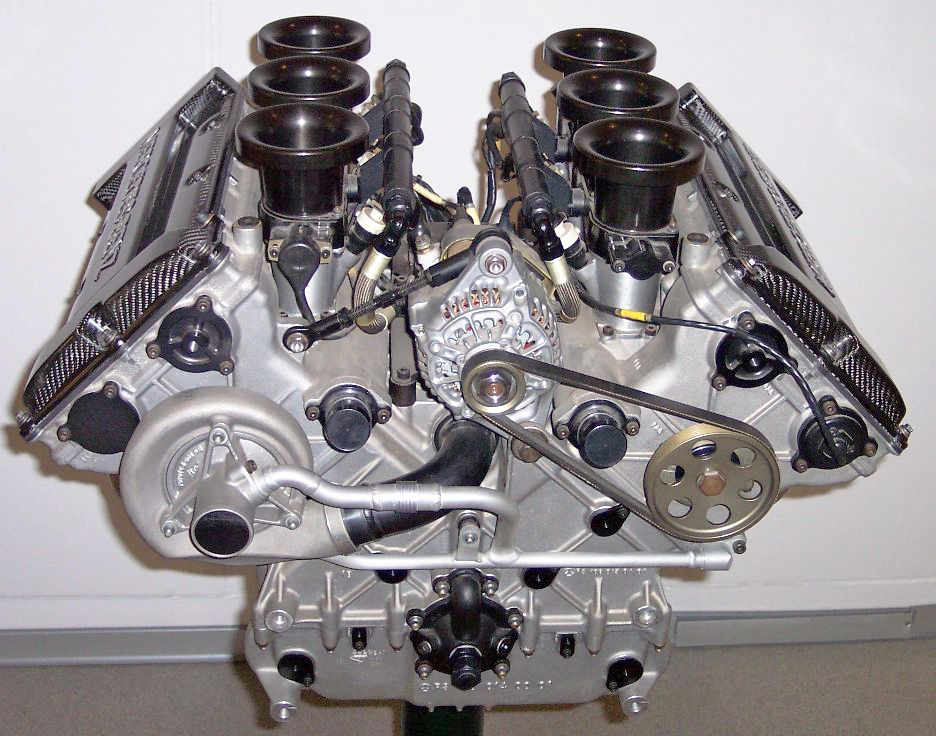
Moteur à combustion interne V6 d'automobile.

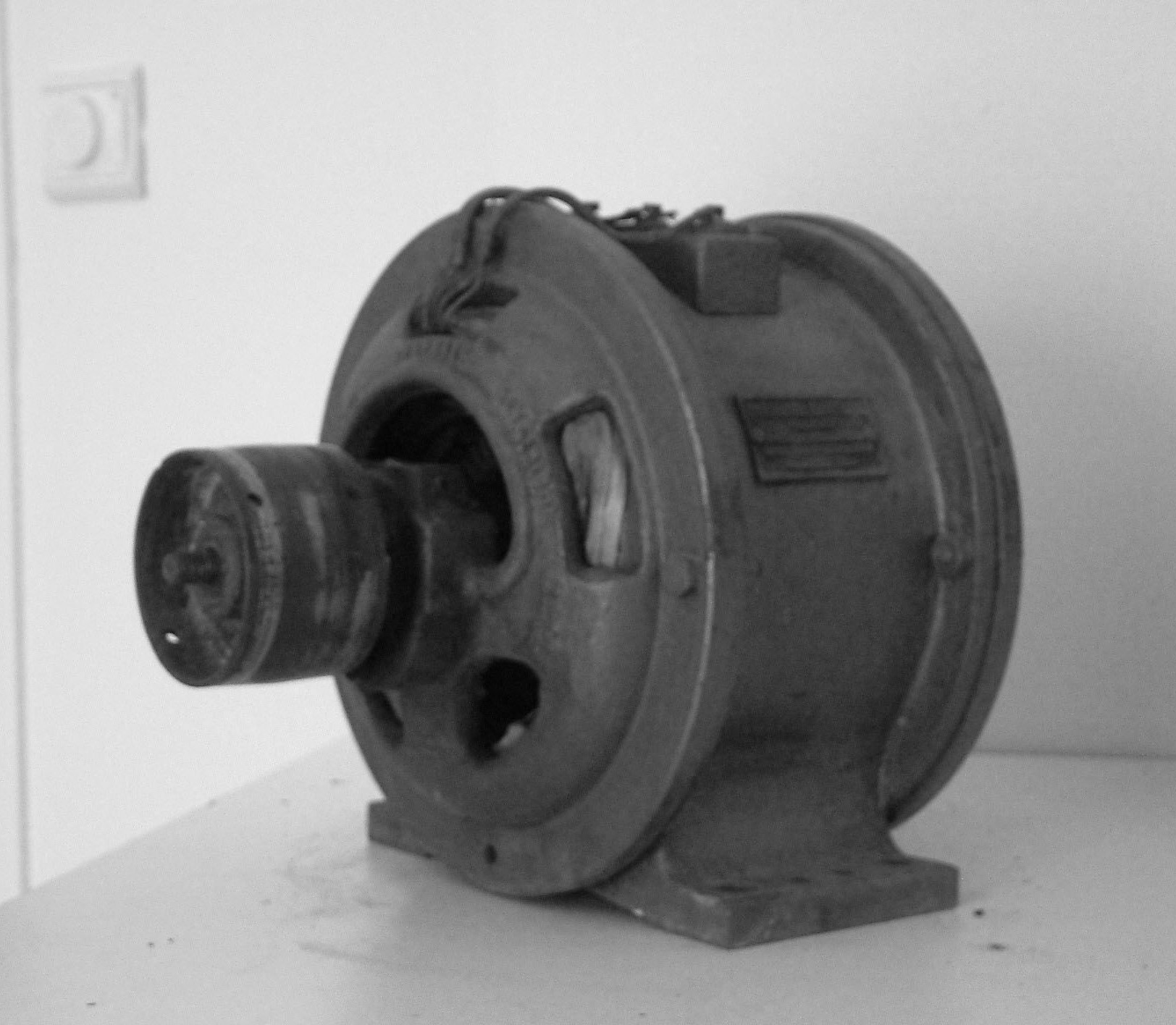
Moteur électrique asynchrone.

Un moteur est une machine ou un dispositif conçu pour convertir une forme d'énergie en énergie mécanique. Divers types de moteurs se distinguent selon leur source d'énergie et leur utilisation, par exemple :
- moteur thermique : utilise l'énergie provenant de la combustion de carburants (essence, diesel, gaz naturel) pour produire un mouvement. Ce type de moteur est couramment utilisé dans les voitures, les motos et les camions.
- moteur électrique : fonctionne à l'aide de l'énergie électrique pour générer un mouvement. Il est utilisé dans de nombreux appareils (ventilateurs, machines industrielles, voitures électriques) ;
- moteur à vapeur : transforme l'énergie thermique de la vapeur en mouvement mécanique. Ce type de moteur a joué un rôle clé dans la révolution industrielle ;
- moteur hydraulique : exploite la pression de l'eau ou d'autres liquides pour produire un mouvement, utilisé notamment dans les machines industrielles et les systèmes de construction ;
- moteur à réaction : utilise la propulsion par éjection de gaz à haute vitesse pour déplacer des avions ou des fusées.

Chaque moteur est conçu pour répondre à des besoins spécifiques en fonction de l'application.
Le moteur appartient à la famille des actionneurs, ce qui veut dire qu'il génère un mouvement.

## Historique
Les moteurs les plus anciens utilisent les forces naturelles,, au moyen de techniques rudimentaires : des moteurs utilisant une pression (voile, moulin à vent), un élastique (arc, arbalète, catapulte à torsion, horloge à ressort), ou la gravité (roue à aubes sur cours d'eau ou sur réserve d'eau, clepsydre, catapulte à contrepoids, tournebroche à poids, horloge à poids).
Le premier moteur vraiment indépendant de la nature, adaptable en situation, est la machine à vapeur. Ce moteur repose sur une chaudière produisant de la vapeur d'eau grâce à une source de chaleur, généralement une combustion. La vapeur comprimée est utilisée, lors de sa détente, pour mouvoir un piston dans un cylindre. Ce mouvement de translation est alors transformé en rotation par un système bielle-manivelle. La rotation de l'arbre entraîne une machine ou des roues, via un mécanisme de transmission.
À la fin du XIXe siècle, le moteur à combustion interne, qui produit directement l'énergie lors de la combustion rapide d'un mélange carburant/comburant, est développé et adapté aux premières automobiles. Ce moteur est, comme la machine à vapeur, équipé de bielles et pistons, exception faite de moteurs de type à palettes ou Wankel (qui n'a pas de bielles, mais des triangles de Reuleaux).
La production d'énergie se fait à l'endroit même de la production de travail, d’où l'appellation de moteur à combustion interne. Depuis, il poursuit ses progrès en matière de rendement et d'adaptation aux exigences des normes antipollution.
Au milieu du XXe siècle, devant le besoin croissant de puissance pour propulser les avions militaires, les moteurs à réaction sont activement développés, en particulier pendant la Seconde Guerre mondiale, parallèlement aux moteurs-fusées des missiles.

## Classification

### Moteur à combustion
Moteur à combustion  comprenant :

Schéma animé du fonctionnement d'un moteur à quatre temps.

- Combustion aérobie par utilisation de l'oxygène de l'air :
  - moteur à combustion interne, moteur à explosion, moteur à allumage commandé, etc.
  - turboréacteur, statoréacteur, pulsoréacteur et moteur à ondes de détonation pulsées.
- Combustion anaérobie (utilisation d'un comburant embarqué) :
  - moteur-fusée.

### Moteur chimique sans combustion
Dans ces moteurs, une réaction chimique est exploitée directement pour produire du travail ou du mouvement ; la chaleur est un sous-produit (utile ou nuisible, selon le cas) :
- moteur moléculaire.

### Moteur à champ

#### Moteur à gravité
Systèmes assimilés :

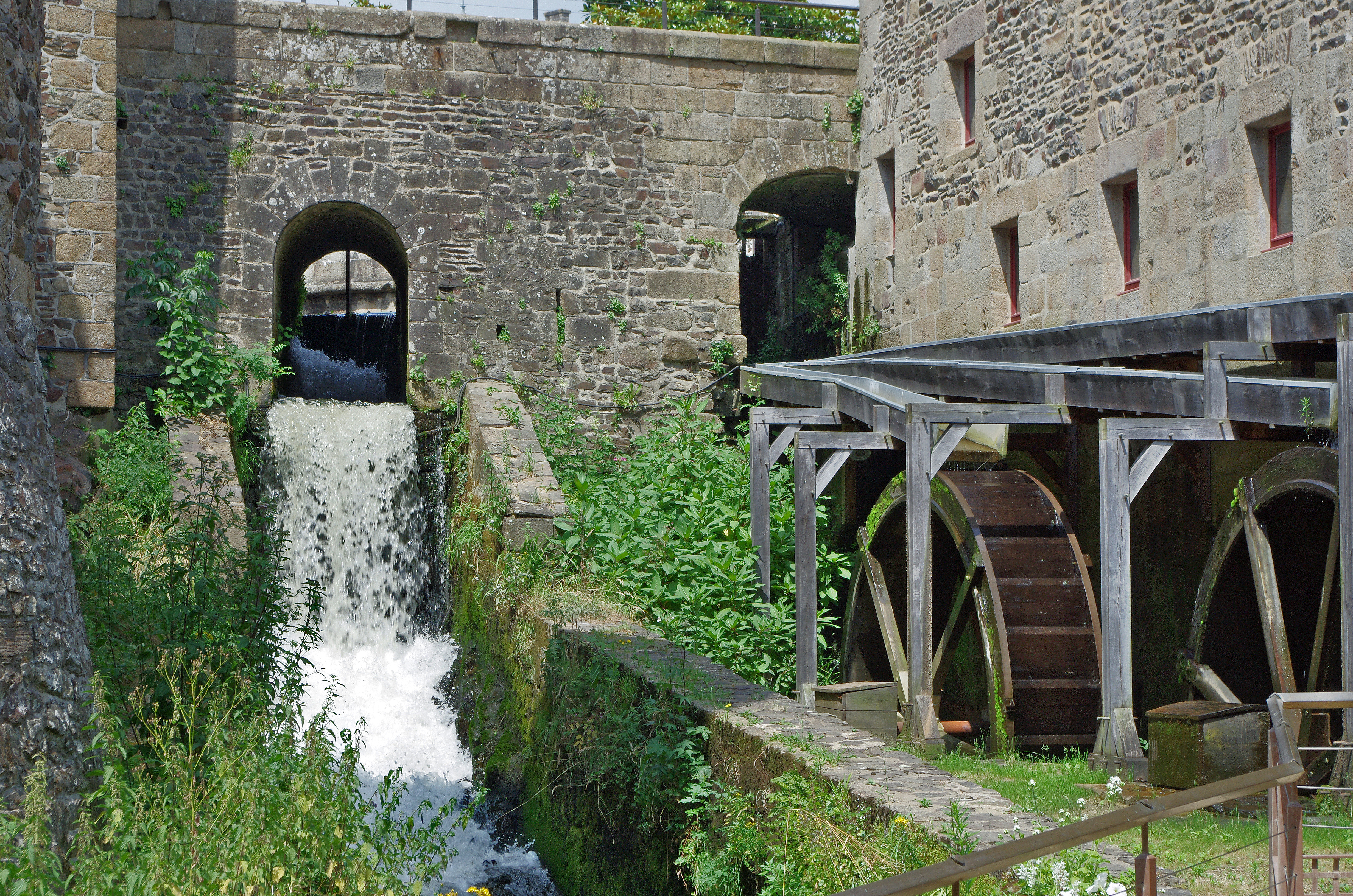
Moulin à aubes de Fougères

- roue à aubes sur cours d'eau ou sur réserve d'eau ;
- clepsydre ;
- catapulte à contrepoids ; tournebroche et horloge à poids ;
- moteur d'entraînement de lentille de phare ;
- planeur, montgolfière ;
- bathyscaphe : poussée d'Archimède.

#### Moteur électromagnétique
- moteur rotatif ;
- moteur linéaire ;
- électroaimant ;
- moteur ionique ;
- accélérateur MHD.

### Moteur à élastique

#### Moteur à élastique solide

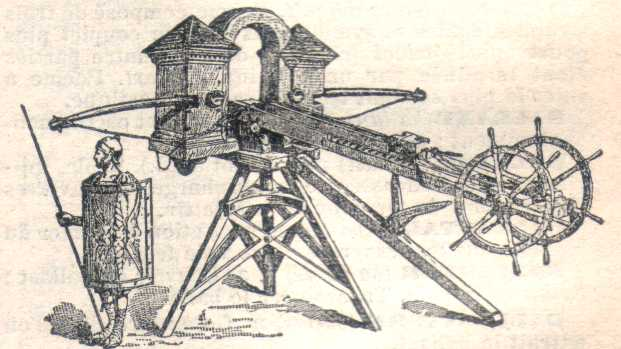
Schéma d'une baliste romaine dans le dictionnaire Larousse (1912).

On parle d'élastique ou de ressort :
- arc ;
- arbalète ;
- baliste ;
- moteur à élastique de modèle réduit ou de jouet ;
- ressort de montre, de chronomètre ou de métronome mécanique ;
- horloge à balancier.

#### Moteur à  fluide élastique
Un fluide compressible joue le rôle d'un élastique. Le stockage d'air comprimé est exactement équivalent à un élastique gazeux. Certains moteurs pneumatiques pourraient aussi être classés ici.

### Moteur à pression
Ce moteur utilise comme source de mouvement la différence de pression entre deux sources :
- machine à vapeur
  - turbine à vapeur
  - moteur pop-pop
- moteur à air chaud
  - moteur Ericsson
  - moteur Stirling

#### Moteur à liquide
Du fait de l'incompressibilité des liquides utilisés, on peut penser qu'un moteur à liquide est plutôt un organe de transmission qu'un moteur, car il n'ajoute pas de puissance. Dans un système hydraulique, le seul moteur qui fournit l'énergie au système est appelé la pompe hydraulique.
- pompe hydraulique ;
- moteur hydraulique ;
- vérin hydraulique.

#### Moteur à air comprimé
Un moteur à air comprimé utilise l'énergie pneumatique contenue dans l'air comprimé. Celui-ci est injecté sur une turbine, un piston, ou des palettes, ce qui entraîne l'axe moteur. Le déplacement est obtenu par la force de la pression du gaz appliquée sur la surface des éléments précités.
Plusieurs méthodes permettent de changer la pression d'un gaz :
- mécanique : un compresseur permet d'augmenter la pression d'un fluide ;

- chimique : la réaction exothermique d'un produit explosif crée une augmentation très rapide de la pression[a].

Mise en mouvement d'un solide :
- turbine ;
- moulin à vent ou éolienne ;
- Moteur à air comprimé ;
- vérin pneumatique ;

Mise en mouvement d'un liquide :
- baromètre ;
- pompe à liquide.

Mise en mouvement du gaz :
- pompe à gaz ;
- propulsion à réaction.

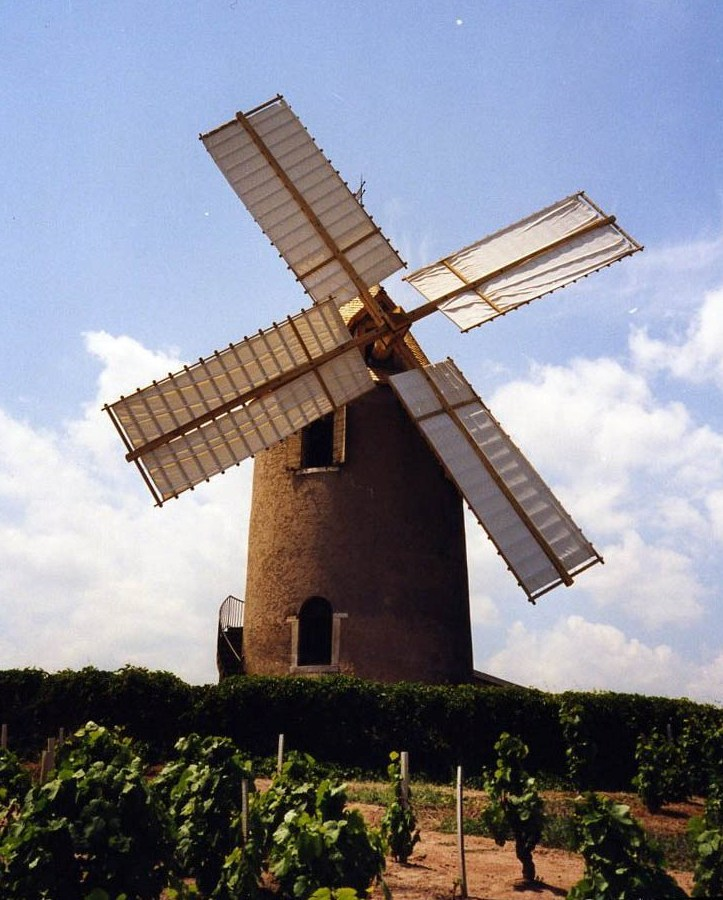
Moulin à vent à Romanèche-Thorins.

- Combustion aérobie par utilisation de l'oxygène de l'air :
  - moteur à combustion interne, Moteur à explosion, Moteur à allumage commandé, etc.
  - turboréacteur, statoréacteur, pulsoréacteur et moteur à ondes de détonation pulsées.
- Combustion anaérobie (utilisation d'un comburant embarqué) :
  - moteur-fusée.

### Moteur insolite
Des recherches individuelles sont menées sur des « moteurs magnétiques » ou « moteurs à aimants », qui fonctionneraient sans énergie initiale. Ce type de moteur a non seulement une puissance très faible, mais surtout s'arrête lorsqu'il a épuisé l'énergie introduite dans les aimants à leur fabrication.

## Transmission et stockage
Les moteurs sont distincts des organes de stockage ainsi que des systèmes ou organes de transmission.

### Transmission
Un organe de transmission transmet un mouvement et une force :
- un arbre ;
- une bielle ;
- un cabestan ;
- une chaîne ;
- un engrenage.
- un levier ;
- une manivelle ;
- un moufle ;
- une poulie.

Une transmission peut amplifier certains paramètres du mouvement au détriment d'autres, comme le couple au détriment de la vitesse. Exemple : un convertisseur de couple hydraulique. Elle peut ajouter plusieurs mouvements ou diviser un mouvement en plusieurs. Exemple : un pont d'automobile.

### Stockage
Un organe de stockage va pouvoir absorber l'énergie d'un mouvement. Il pourra restituer cette énergie plus tard. Il y a toujours des pertes d'énergie dans le processus. Il est parfois difficile de distinguer un moteur d'un organe de stockage : la création d'un mouvement peut correspondre à une restitution après un stockage, comme pour les ressorts.

### Pertes
Les organes de transmission ainsi que tous les organes de stockage consomment de l'énergie donc de la puissance qu'il ne peuvent pas eux-mêmes créer : par définition, seul un moteur (ou un engin similaire) ajoute de la puissance au mouvement.